# مسجد الحاج محمد جعفر أباد أي
مسجد الحاج محمد جعفر أباد أي هو مسجد تاريخي يعود إلى عصر القاجاريين، ويقع في أصفهان.